# 富知六所浅間神社
富知六所浅間神社（ふじろくしょせんげんじんじゃ）は、静岡県富士市にある神社。式内社論社。旧社格は郷社で、現在は神社本庁の別表神社。通称は三日市浅間神社（みっかいちせんげんじんじゃ）。全国にある浅間神社の一社。富士下方五社（五社浅間）の「六所宮」にあたり、首座である。

## 祭神
主祭神
- 大山祇命 - 山の神

相殿神
- 木花之佐久夜毘売命 - 大山祇命の娘
- 深淵之水夜礼花神 - 大山祇命の子孫
- 阿波乃咩神 - 三島神の妻
- 大山咋神 - 大山祇命の子孫
- 高龗神（「龗」は、雨の下に龍） - 水神

通常、「浅間神社」といえば木花開耶姫命を主神とするが、当社はその父神の大山祇命を主祭神としている。神仏習合時代は金剛界大日如来を本地仏としていた。

## 歴史
伝承では孝昭天皇2年6月10日、富士山山腹に創建と伝えられる。その後噴火のため延暦4年（785年）に現在の地に遷座したとされる。崇神天皇により四道将軍として派遣された建沼河別命は当社を厚く崇敬し、勅幣を奉った。周辺に市が立ち「三日市浅間」と呼ばれるようになったという。また明和4年（1767年）に記された由緒書によると、平城天皇の大同元年（806年）に五社（当社を含む）を建立したとある。
元は「六所宮」や「六所浅間宮」と呼ばれ、明治5年（1872年）に郷社に列せられると富知六所浅間神社へと改称した。中世は六所宮と呼ばれることが多く、また近世の史料である文久2年（1862年)の図では、同神社を指して「冨士六所浅間宮 吉原宿ヨリ凡八丁」とある。
当社は富士下方五社の1つであり、五社別当を務める東泉院（現在は廃寺）が直轄する神社であった。五社の中でも惣社とされ、永禄13年（1560年）の「富士山大縁起」で「惣社」と記される、五社の中でも筆頭にあたる神社であった。しかしその影響勢力は時代により偏移があり、駿河侵攻後に武田氏が同地を支配すると、武田信玄は元亀元年（1570年）に別当職を東泉院に代え久能寺に与えている。これは久能寺による「武運運長久之祈念」に対する恩賞として与えられたものであった。
しかし武田氏滅亡から小田原征伐を経て徳川家康の関東移封を迎えると、駿河国は豊臣秀吉の影響下に入る。その際東泉院は天正18年（1590年）に別当領190石を安堵され、この190石は六所宮を含む下方五社の神領であることから、六所宮は再び東泉院の勢力下に戻っていたとされる。しかし慶長5年（1600年）の朱印状では190石が安堵されているのは東泉院ではなく久能寺の院家の1つである智勝坊であり、再び久能寺の勢力下に収まっている。またこの智勝坊は東泉院より東泉院領および富士下方別当職を譲り受けることになり、それ以後六所宮は久能寺の勢力下であった。
『延喜式』神名帳中の駿河国富士郡の式内社として「富知神社」とあり、当社はその論社とされる。

## 主な祭事
- 元旦祭（1月1日）
- 古神札焼納祭、どんど焼き神事（1月14日）
- 大樟祭（4月29日）

樹齢1200年を超え、静岡県天然記念物に指定されている御神木を拝み、樹木をはじめ全ての自然へ感謝する祭典。
- 例大祭（5月3日）

ゴールデンウィーク期間は例大祭特別期間となり、5月1日の月次祭、5月2日の宵宮祭と参拝者で賑わいを見せる。
- 吉原祇園祭（6月第2土曜日、日曜日）

兼務神社である吉原木元神社・吉原天神社・依田原山神社・東本通八坂神社・東本通八幡宮・和田八幡宮による吉原宿場（現・吉原商店街）の祇園祭。古くより岳南総社である富知六所浅間神社により神事の奉仕が行われてきた。2日間の人出は20万人を超える。
- 夏祭り（8月中旬のお盆時期）

終戦の時期に合わせ、先の大戦で亡くなられた護国英霊の御霊を慰め、世界の恒久平和を祈り開催されるお祭り。当日は平和祈願祭を執り行い、境内では地元富士市の人気店が多く出店する。夕刻より奉納演奏が社殿前にて行われ、過去にはFPMの田中知之、MONDO GROSSOの大沢伸一が出演し、また演奏に合わせオイルアートによるライティングの照明技術を用いて社殿を装飾する。
- 御日待ち祭（10月第1土曜日、雨天の場合は翌日）

神社近隣の氏子町内会が主催する秋祭り。氏子により境内のお祭りの準備、出店、奉納演奏大会まで全てを行い開催され、市内より多くの参拝者が訪れる。

## 境内

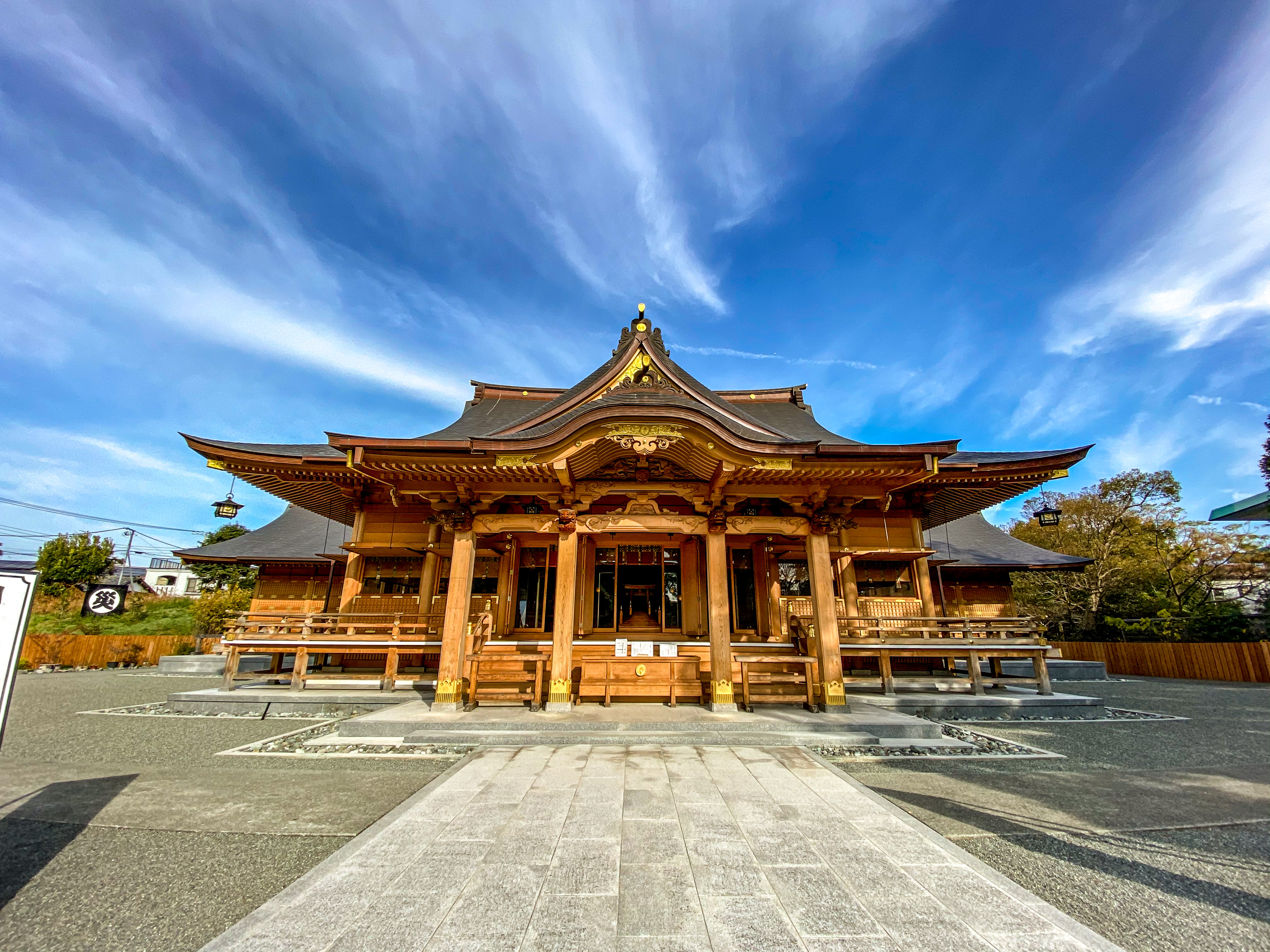
拝殿

- 社殿

現在の本殿と拝殿は平成27年10月に完成したものである。
- 神木

社殿の東側に、御神木のクスノキがある。樹齢約1200年と伝えられている。周囲11,85m、樹高13,4m。静岡県天然記念物に指定されている。

## 現地情報
所在地
- 静岡県富士市浅間本町5-1

交通アクセス
鉄道 - 岳南電車岳南線 吉原本町駅より、徒歩約20分
車 - 東名高速道路 富士ICより、約10分